# Carl-Anders Hallenberg
Carl-Anders Hallenberg, född 12 juli 1919 i Falun, död 21 juni 1992, var en svensk jurist som var lagman i Falu tingsrätt från 1971 till 1985.
Hallenberg blev juris kandidat vid Uppsala universitet 1941 och genomförde tingstjänstgöring 1942–1944 innan han blev fiskal vid Svea hovrätt 1945. Han var vattenrättsdomare vid Mellanbygdens vattendomstol 1954–1968, häradshövding vid Falu domsaga 1968–1970 och lagman i Falu tingsrätt 1971–1985.
Hallenberg var son till auditör Ernst Hallenberg och han maka Karin, född Jonsson. Han var gift från 1948 med Karin, sjukgymnast, född Rustner 1924.